# Cornelis Winkler

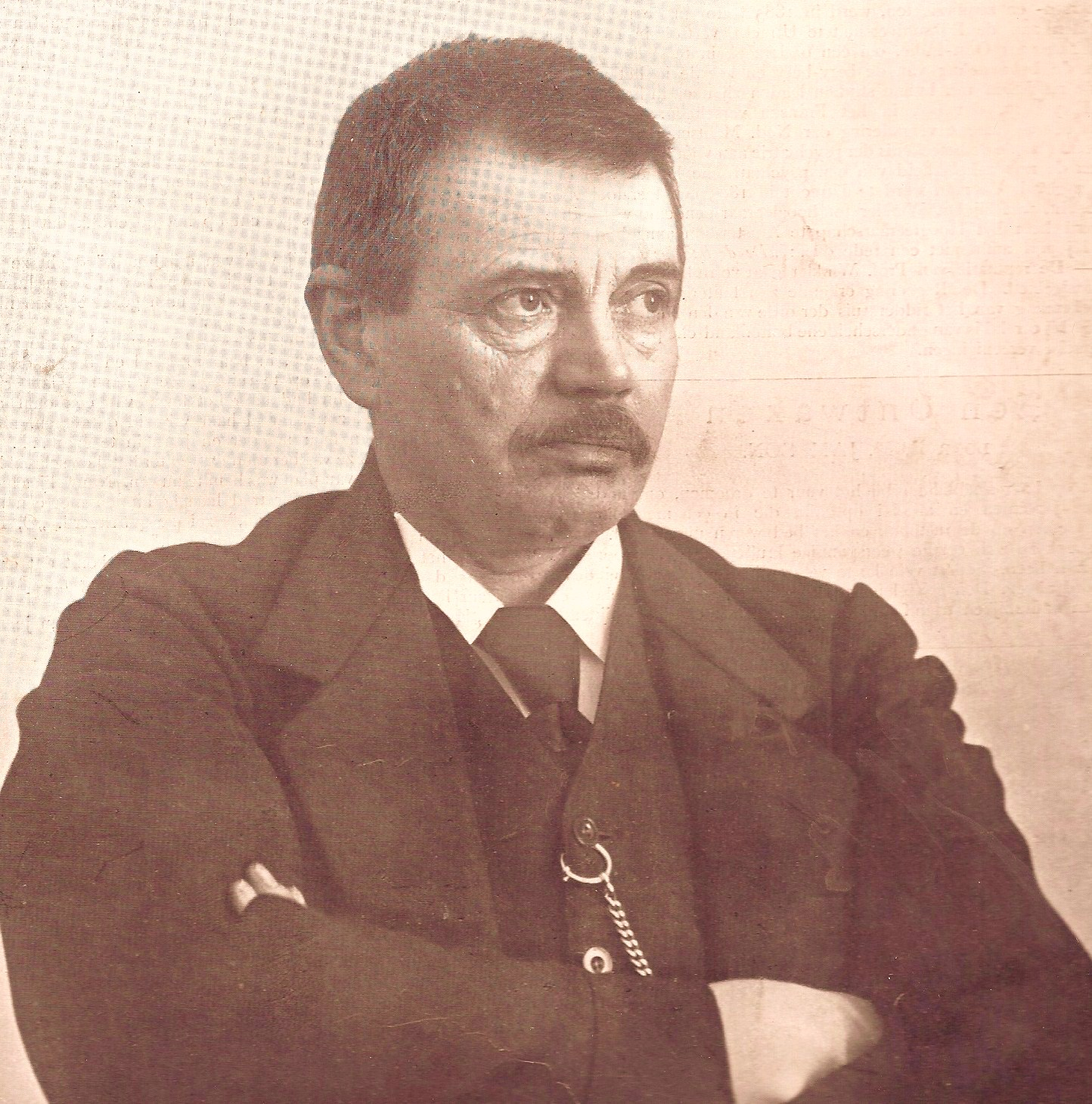
Cornelis Winkler.

Cornelis Winkler (Vianen, 25 februari 1855 – Hoog Soeren, 8 mei 1941) was de eerste hoogleraar psychiatrie en neurologie in Nederland.

## Loopbaan
Winkler kwam uit een doktersgeslacht - zowel zijn vader, grootvader als zijn overgrootvader waren arts - en promoveerde kort na zijn doctoraalexamen in Utrecht op 5 april 1879 met lof in de medicijnen op het proefschrift Over virus tuberculosum, een studie over de mogelijke oorzaak van tuberculose.
In 1885 werd Winkler benoemd als lector in de psychiatrie, waardoor hij medewerker werd van F.C. Donders. Zijn lectoraat kreeg zeer waarschijnlijk onder invloed van Donders een puur neurologische invulling: psychopathologie was een pathologie van de hersenen.
Winkler werd in 1893 hoogleraar psychiatrie en neurologie in Utrecht,  de eerste in Nederland in dit vakgebied maar hij nam in 1896 ontslag  omdat hij niet de eigen kliniek kreeg die hem meer malen was toegezegd. In hetzelfde jaar werd hij hoogleraar in Amsterdam. Hij doceerde neurologie, elektrotherapie en radiologie en was  nauw betrokken bij de oprichting van het Nederlands Centraal Instituut voor Hersenonderzoek. In 1915 keerde Winkler terug naar Utrecht. In 1913 was daar de Psychiatrische en Neurologische Kliniek geopend, en het jaar daarna overleed de daaraan verbonden hoogleraar en stichter van de kliniek, Karl Heilbronner (1869-1914).
Winkler was een verklaard anti-feminist, wat het des te opvallender maakte dat hij Annie Mulder van de Graaf vlak voor de Eerste Wereldoorlog als assistente aanhield, en bewonderaar van de criminele antropologie van Cesare Lombroso. Hij was de eerste voorzitter van de Nederlandsche Anthropologische Vereeniging.